# El próximo Oriente
El próximo Oriente és una pel·lícula espanyola de 2006 dirigida, escrita i produïda per Fernando Colomo i protagonitzada per Javier Cifrián, Nur Levi i Asier Etxeandia.

## Sinopsi
Caín, un carnisser del barri madrileny de Lavapiés, està tip de passar inadvertit per a les dones. Abel, el seu germà, és tot el contrari. A més de ser maco té una vida model. Està casat amb una bellesa i és pare d'unes encantadores bessones. L'enveja que Caín li té és clara. Per sorpresa, Abel deixa embarassada a una noia de origen musulmà, veïna del barri. Tots es queden bocabadats quan el seu germà és el que dona la cara davant la família i es fa responsable de l'embaràs.

## Producció
La pel·lícula va ser estrenada el 18 d'agost de 2006.
El director, guionista i productor Fernando Colomo (Al sur de Granada) planteja amb aquesta pel·lícula la situació real que es viu en molts barris de les grans ciutats europees, on les races es barregen a conseqüència de la globalització i la immigració. La idea d'aquest film prové d'un anterior guió en el qual eren dues noies, una maca i una altra lletja, les protagonistes. Però després de conèixer millor el barri de Lavapiés, Colomo es va decantar per aquesta altra història. Per l'actor Javier Cifrián (del programa de televisió Agitación + IVA) aquest és el seu primer llargmetratge, el rodatge del qual l'ha alternat amb l'enregistrament del magazine de sketches. Altres actors són Nur Al Levi (El refugio del mar) i Asier Etxeandia (La mirada violeta).

## Repartiment
- Javier Cifrián...	Caín
- Nur Levi 	...	Aisha
- Asier Etxeandia...	Abel
- Ash Varrez...	Shakir
- Lalita Ahmed	 ...	Samaah
- Gayathri Kesavan...	Reema
- Lakshmi Khabrani	 ...	Fátima
- Laura Cepeda...	Milagros
- Kira Miró... Pino

## Premis i nominacions
| Any  | Lloc                                                     | País    | Categoria              | Nominat         | Resultat  | Notes |
| ---- | -------------------------------------------------------- | ------- | ---------------------- | --------------- | --------- | ----- |
| 2007 | Premis Goya                                              | Espanya | Millor actor revelació | Javier Cifrián  | Nominat   | [ 4 ] |
| 2007 | Premis Goya                                              | Espanya | Millor cançó           | Juan Bardem     | Nominat   | [ 4 ] |
| 2007 | Festival Internacional de Cinema de Comèdia de Peníscola | Espanya | Millor director        | Fernando Colomo | Guanyador |       |
| 2007 | Premi de la Unión de Actores y Actrices                  | Espanya | Millor actor revelació | Javier Cifrián  | Nominat   |       |